# La Pintada (Panama)
La Pintada è un comune (corregimiento) della Repubblica di Panama situato nel distretto di La Pintada, provincia di Coclé, di cui è capoluogo. Si estende su una superficie di 84,6 km² e conta una popolazione di 3.882 abitanti (censimento 2010).